# Lewis Rickinson
Lewis Raphael Rickinson (Lewisham, 21 aprile 1883 – 16 aprile 1945) è stato un esploratore, ingegnere e militare britannico.
Scelto da Ernest Shackleton come ingegnere capo, accetta, pur non amando particolarmente il freddo, di partecipare alla spedizione Endurance. Sofferente di cuore, dopo il naufragio della nave e l'arrivo sull'isola Elephant trascorse la maggior parte del tempo nel rifugio improvvisato in compagnia di Perce Blackborow e Hubert Hudson, gli altri due feriti del gruppo.
Al ritorno in Inghilterra prende il suo posto nella Royal Navy per combattere la prima guerra mondiale. Malato di cancro, muore nel 1945.